# Makoti
Makoti és una població dels Estats Units a l'estat de Dakota del Nord. Segons el cens del 2000 tenia 145 habitants.

## Demografia
Segons el cens del 2000, Makoti tenia 145 habitants, 74 habitatges, i 35 famílies. La densitat de població era de 279,9 hab./km².
Dels 74 habitatges en un 18,9% hi vivien nens de menys de 18 anys, en un 43,2% hi vivien parelles casades, en un 1,4% dones solteres, i en un 52,7% no eren unitats familiars. En el 48,6% dels habitatges hi vivien persones soles el 18,9% de les quals corresponia a persones de 65 anys o més que vivien soles. El nombre mitjà de persones vivint en cada habitatge era d'1,96 i el nombre mitjà de persones que vivien en cada família era de 2,94.
Per edats la població es repartia de la següent manera: un 21,4% tenia menys de 18 anys, un 3,4% entre 18 i 24, un 20,7% entre 25 i 44, un 31,7% de 45 a 60 i un 22,8% 65 anys o més.
L'edat mediana era de 47 anys. Per cada 100 dones de 18 o més anys hi havia 103,6 homes.
La renda mediana per habitatge era de 30.000 $ i la renda mediana per família de 39.688 $. Els homes tenien una renda mediana de 28.438 $ mentre que les dones 23.750 $. La renda per capita de la població era de 16.703 $. Entorn del 10,3% de les famílies i el 19% de la població estaven per davall del llindar de pobresa.

## Poblacions més properes
El següent diagrama mostra les poblacions més properes.